# Société suisse de psychanalyse
Ne doit pas être confondu avec Société suisse de psychologie.
La Société suisse de psychanalyse (SSPsa), en allemand Schweizerische Gesellschaft für Psychoanalyse ou encore SGP, est une société suisse créée le 24 mars 1919, en présence d'Edouard Jones, de Hanns Sachs et d'Otto Rank. Parmi les 11 membres fondateurs, on trouve notamment Emil Oberholzer, qui en devient le président, Mira Gincburg, psychanalyste suisse et épouse d'Emil Oberholzer, le pasteur Oskar Pfister et Hermann Rorschach qui est vice-président.
En 1920, se constitue à Genève, l'association genevoise, sous le nom de Société psychanalytique de Genève. Elle est fondée par des médecins et non-médecins. Édouard Claparède l'a présidée, Pierre Bovet, Henri Flournoy, Charles Odier, Raymond de Saussure, Jean Piaget et Sabina Spielrein notamment, en ont été membres.

## Structure
L'actuelle Société suisse de psychanalyse est instituée en 1966. Elle est membre de l'Association psychanalytique internationale (API) et de la Fédération européenne de psychanalyse (FEP).
Elle est dirigée par un comité national composé de membres élus pour un mandat de trois ans renouvelable une fois, sauf pour le président.

## Influences
Les deux premiers psychiatres à avoir introduit les idées de Freud en Suisse et particulièrement à Zurich sont Auguste Forel et Eugen Bleuler. C'est Carl Gustav Jung qui s'en est plus tard écarté, ainsi que des psychiatres comme Ludwig Binswanger, Alphonse Maeder, puis des étrangers qui vinrent chez Bleuler (Karl Abraham entre autres) et renforcèrent l'intérêt pour la psychanalyse en milieu psychiatrique. La rupture entre Freud et Jung a porté un coup au mouvement, dès lors divisé. Avant la guerre, Zurich, Genève et Bâle comptaient des analystes parmi lesquels, hors de ceux déjà cités, on trouve Hermann Rorschach, Hans Zulliger, John Leuba, Germaine Guex, Marguerite Sechehaye, Marcelle Spira, Michel Gressot, etc.

## Divisions et divergences
La Société a grandi, le nombre des membres et candidats est devenu important, et les dissensions sont apparues comme celle de Jung, celle de Binswanger plus tard, puis le mouvement de critiques sociales de Paul Parin et de Fritz Morgenthaler avec l'avènement d'une dimension d'ethnopsychanalyse. La question de l'analyse profane, celle des cures courtes initiées par Pfister, la question de l'accès à la formation et celle du remboursement des cures par les assurances sociales ont contribué à diviser et à enrichir le mouvement psychanalytique suisse. Les divergences entre kleiniens et freudiens ont été très vives ; l'influence de Lacan est restée marginale même dans sa branche de Suisse romande.

## La SSPsa aujourd'hui
En 2024, la SSPsa regroupe plus de 200 membres et 6 centres de formation à travers la Suisse. 

## Présidents
- Emil Oberholzer 1919-1928
- Philippe Sarasin 1928-1960
- Raymond de Saussure 1960-1967
- Paul Parin 1967-1970
- Michel Gressot 1970-1973
- Fritz Meerwein 1973-1976
- André Haynal 1976-1979
- Peter Dreyfus c. 1984
- Olivier Flournoy c. 1985-1987
- Alexander Moser c. 2000
- Rosmarie Berna-Glantz c. 2004
- Dieter Bürgin c. 2004-2007
- Nicolas de Coulon 2009-2012
- Renata Sgier 2012-2015
- Maggiorino Genta 2015-2018
- Wolfgang Walz 2018-